# بونييب

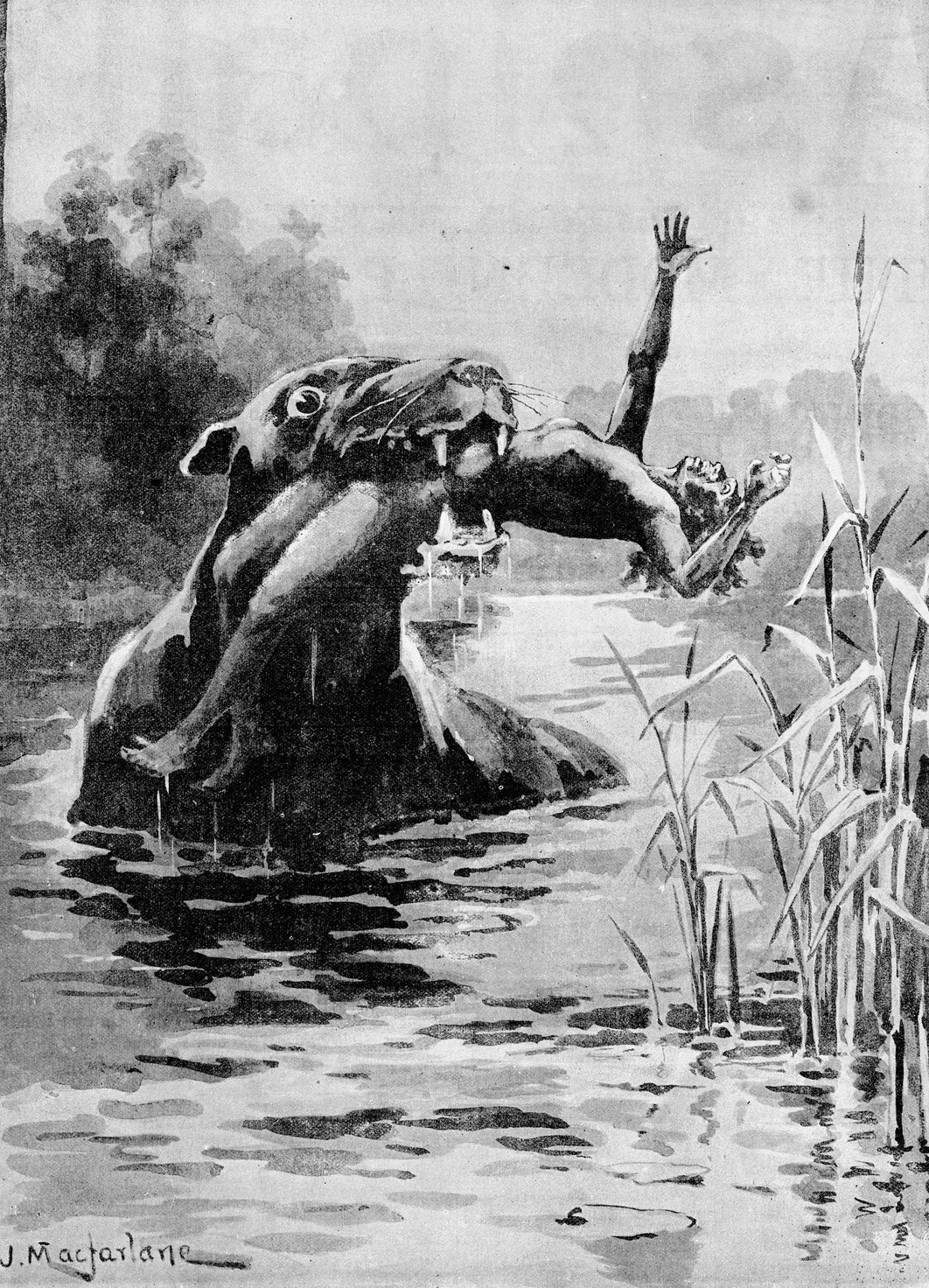
رسم تخيلي للبونيب من كتاب "أساطير سكان أستراليا الأصليين" عام 1890

بونييب Bunyip أو كيانبراتي Kianpraty  هو مخلوق أسطوري كبير من أساطير الأبوريجينال الأستراليين يقال أنه يعيش وسط المستنقعات والبرك والمجاري المائية ومقابع الأنهار وحفر الماء.
تم تتبع أصل الكلمة إلى لغة ويمبا ويمبا أو ويرغالا في جنوب شرق أستراليا. إلا أن البونييب يظهر في الحكايات الشعبية لدى مختلف القبائل الأصلية الأسترالية، على أن اسمه يختلف باختلاف القبيلة كتب العالم روبرت هولدن في كتابه عام 2001 عن تسع كائنات من مناطق مختلفة في أستراليا للمخلوق المعروف باسم بونييب. كتب الأوربيون سجلاتهم عن المخلوق من بدايات ومنتصف القرن التاسع عشر، حيث بنوا مستوطناتهم عبر البلاد.

## المعنى
في العادة فإن كلمة بونييب تترجم بين الأبوريجينال الحديثين إلى «الشيطان» أو «الروح الشريرة».  إلا هذا التعريف قد لا يتناسب مع دور البونييب في ميثولوجيا الأبوريجينال قبل اتصالهم بالبيض أو أصل الكلمة قبل تدوين ثقافتهم. تلمح بعض المصادر الحديثة إلى الصلة اللغوية بين كلمتي بونييب وبونجيل، وهو رجل عظيم خلق الجبال والأنهار والإنسان وكل الحيوانات. لا يظهر أن الكلمة كانت موجودة في المطبوعات الإنجليزية حتى أواسط أربعينات القرن التاسع عشر.
بحلول العقد التالي أصبحت كلمة بونييب في أستراليا مرادفة لكلمة محتال أو مدعي. وظهر مصطلح أرستقراطية البونييب عام 1853 الذي يصف الأستراليين الذين يطمحون لأن يصبحوا أرستقراطيين، واستخدم أول مرة من قبل رئيس الوزراء بول كيتينغ ليصف المعارضين المحافظين للحزب الليبرالي الأسترالي.
ما زالت الكلمة تستعمل في أحيان في أستراليا، وقد أطلق الاسم على أماكن مثل نهر بونييب، والذي يصب في خليج ويسترنبورت في جنوب فكتوريا، وبلدة بونييب في فكتوريا.

## الخصائص

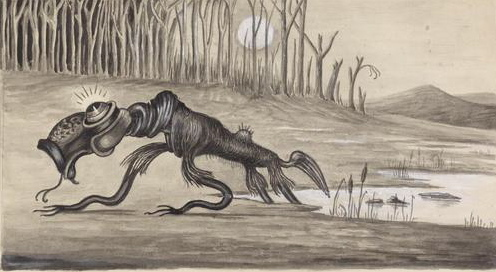
بونييب (1935)، لفنان غير معروف، من المجموعة الرقمية لدى المكتبة الوطنية الأسترالية، تصور التنوع في أوصاف المخلوق.

تختلف أوصاف البونييب بشكل كبير. جمع جورج فرينش أنغوس أوصافا عن «روح مائية» من قبيلة مورندي عند نهر موراي قبل العام 1847، وذكر أنها تعيش في النهر وأنهم يخشونها بشدة، وقد صعب عليهم وصفا بدقة إلا أنها كانت تشبه نجمة بحر عملاقة. نشر روبرت برو سميث كتابا بعنوان «الأبوريجينيون في فكتوريا» عام 1878، وخصص عشر صفحات عن المخلوق، ولخص كلامه بالقول «في الحقيقة لا يعرف السود الكثير عن شكله أو جلده أو عاداته؛ ويظهر أنهم كانوا يهابونه لدرجة لا يلاحظون خصائصه». إلا أن هناك خصائص شائعة في تقارير الصحف في القرن التاسع عشر وتتضمن أنه له وجها كوجه الكلب، ورأسا كرأس التمساح، ذيله مثل ذيل الحصان، وزعانف وأنياب كأنياب فيل البحر أو قرون أو منقار كالبط.
هناك صورة محفورة قرب ضفة نهر فايري كريك قرب أرارات في فكتوريا، وتدعى بونييب تشاليكوم، وسجلت أول مرة في صحيفة «ذا أوسترالاسيان» عام 1851، ويقول التقرير أنه تم قتل المخلوق بالحراب بعد قتله رجلا أبوريجينيا. زعم عالم الأثريات رينيل جونز أنه وحتى منتصف خمسينات القرن التاسع عشر، اعتاد الأبوريجين على زيارة المكان سنويا وتتبع شكل المخلوق الذي يبلغ طولة 11 خطوة وأربع خطوات عرضا. لم تعد الصورة المحفورة موجودة.

## خلاف حول أصل البونييب
حاول الأستراليون من غير الأبوريجينال أن يفهموا ويفسروا أصل البونييب وشكل جسدي طوال أكثر من مئة وخمسين عاما.
اقترح الكاتب تشارلز فينر عام 1933 أن أصل أسطورة البونييب قد يعود إلى أن أسود البحر قد تشق طريقها أحيانا نحو أعالي أنهار موراي ودارلبنغ. كما قدم أمثلة على أسود بحر وجدت في الدواخل في باراميرا ولوكستون (جنوب أستراليا) وكونارغو (نيو ساوث ويلز)، وقام فينر بتذكير القارئ أن الفرو الناعم والعيون المشمشية البارزة والصرخات العالية هي من صفات أسود البحر. 
هناك فكرة أخرى ترى أن البونييب هو أثر ذاكرة ثقافية عن جرابي أسترالي منقرض مثل ديبروتودون أو زيغوماتوروس أو نوتوثيريوم أو بالوركيستس. أول من وضع هذه الفكرة بشكل رسمي هو الدكتور جورج بينيت من المتحف الأسترالي عام 1871.  إلا أن عالم الأثريات بات فيكرز ريتش والجيولوجي نيل أرشبولد وضعا نظرية أن تكون الأساطير الأبوريجينية قد أتت من مقابلاتهم مع عظام حيوانات ما قبل التاريخ سواء المنقرضة أو الباقية منها. كما ذكروا بأن أسطورة «ميهيرونغ بارينغمال» من شعوب غرب فكتوريا قد تلمح إلى طيور درومورنيثيداي العملاقة المنقرضة.
هناك نظرية أخرى تربط الحيوان مع مالك الحزين الأسترالي.  فحلال موسم التزاوج يصدر الحيوان قرقعة منخفضة النغمة. ولهذا فهو يدعى «طائر البونييب».

## سجلات المستوطنين الأوائل
خلال سنوات الاستيطان الأولى في أستراليا، شاعت فكرة وجود حيوان مجهول يدعى البونييب لم يكتشف بعد. لم يكن المستوطنون الأوائل معتادين على حيوانات أستراليا الفريدة ورأوا أن البونييب هو مجرد حيوان أسترالي آخر، كما نسبوا إلى المخلوق أصوات الحيوانات غير المعروفة لديهم. ويعتقد أن هذه الأفكار تعززت بما أحضره لمستوطنون معهم من أساطير، مثل مخلوقات البوكا الأيرلندية.
سجلت عدة مشاهدات مزعومة خلال أربعينات وخمسينات القرن التاسع عشر وبالأخص في مستعمرات الجنوب الشرقي مثل فكتوريا ونيو ساوث ويلز وأستراليا الجنوبية، حيث امتد الاستيطان الأوروبي. ومن الأمثلة على هذه المشاهدات:

### اكتشاف هيوم عام 1818
من أوائل السجلات التي تكلمت عن مخلوق مائي عملاق كان من عام 1818.  عندما عثر هاملتون هيوم وجيمس ميهان على عظام عملاقة عند بحيرة باثهرست في نيو ساوث ويلز. لم يسموا الحيوان باسم بونييب، ولكنهم وصفوا البقايا بأنها لحيوان مثل فرس النهر أو فرس البحر. عرضت الجمعية الفلسفية في أسترالاسيا على هيوم أن ينطلق في رحلة ليأتي بعينة من الحيوان المجهول وأن تتكفل بكامل نفقات الرحلة، ولكن لم يعد هيوم إلى البحيرة. الجدير بالملاحظة أن هيكل الديبروتودون تمت مقارنته بفرس النهر، حيث أنها حيوانات برية ولكنها تتواجد أحيانا في البحيرات  أو مجاري المياه.

### أحافير كهوف ويلينغتون، 1830
تم اكتشاف عظام أحفورية لحيوان رباعي الأرجل وصف بأنه أكبر من الثور أو الجاموس  في كهوف ويلينغتون في ثلاثينات القرن التاسع عشر من قبل الجوال جورج رانكين ولاحقا من قبل المستكشف توماس ميتشل. أعلن القس جون دانمور لانغ من سيدني أن الاكتشاف هو «دليل على الطوفان». ولاحقا قام عالم التشريح السير ريتشارد أوين بالتدقيق في الأحافير فوجد أنها تخص جرابيات عملاقة هي نوتوثيريوم وديبروتودون. في نفس الفترة ذكر المستوطنون أن السكان الأصليين من تلك المناطق تكلموا عن حيوان عملاق كان يعيش في الأنهار الكبيرة ويقولون أنها لا تزال موجودة.

### أول ذكر مكتوب لكلمة «بونييب»، 1845
في يوليو 1845 أعلنت جريدة غيلونغ أدفرتايزر عن اكتشاف أحافير قرب غيلونغ تحت عنوان «اكتشاف مذهل لحيوان جديد». وكانت هذه القصة استمرارا لقصة أخرى عن «بقايا حفريات» من العدد السابق. تابعت الصحيفة القول، "عندما عرضت العظام على أحد السود تعرف عليها على الفور بأنها عظام البونييب، والذي زعم أنه رآه. وعندما طلب منه رسم للمخلوق، فعل ذلك دون تردد". زعمت الجريدة أن وجود قصة امرأة أبوريجينية قتلها البونييب هي أهم دليل، وأن رجلا أبوريجينيا يدعى مومبوران أظهر عدة جروح عميقة في صدره سببتها مخالب المخلوق. كما أعطى التقرير وصفا للمخلوق:
تم تكرار هذا التقرير في صحف أسترالية أخرى بعد فترة قصيرة من نشره. وحتى الآن فهو يمثل أول ذكر لكلمة بونييب في عمل مكتوب.

### متحف البونييب الأسترالي، 1847

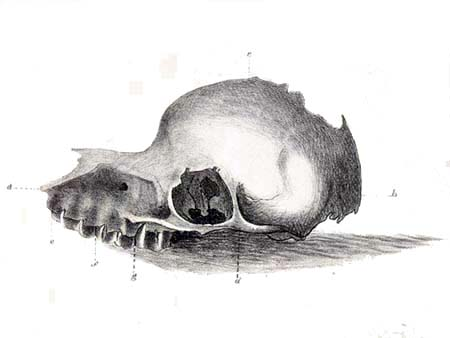
جمجمة البونييب المزعومة

في يناير 1846، عثر على جمجمة غريبة على ضفاف نهر موروبيدجي قرب بالرانالد في نيو ساوث ويلز. رأت التقارير الأولية أنها تخص شيئا غير معروف للعلم. وقال المستوطن الذي وجدها أن كل السود الذين عرض عليهم الجمجمة قالوا له أنها تخص البونييب. وفي يوليو 1847، أوضح عدة خبراء مثل وليام ماكلي والأستاذ أوين أن الجمجمة تخص جنينا مشوها لفلو أو عجل.  ولكن في نفس الوقت، عرضت الجمجمة في المتحف الأسترالي في سيدني لمدة يومين. تهافت الزوار لرؤيتها، وقالت صحيفة سيدني مورنينغ هيرالد أنها حفزت العديدين ليتكلموا عن مواجهاتهم مع البونييب. واستعملت تلك التقارير عبارات مثل «كاين براتي» إلى جانب بونييب  أما المستكشف وليام هوفيل فقد تفحص الجمجمة وأطلق عليها اسم «كاتن باي».
في مارس من تلك السنة، ذكرت إحدى الصحف أنه تمت مشاهدة «بونييب» أو «بلاتيبوس عملاق» وهو يتشمس في بحيرة يارا قرب دار العموم في ملبورن. وتجمع الناس حوله لمشاهدته، وانطلق ثلاثة رجال على قارب للقبض عليه قبل أن يختفي في الماء على بعد متر منهم.

### تقرير وليام باكلي، 1852
من السجلات الأولى حول المخلوق نجد تقرير المجرم الفار وليام باكلي الذي نشر سيرته عام 1852 بعد ثلاثين عاما قضاها مع قبيلة واثاورونغ. ويذكر فيها أنه في بحيرة موديواري (وفي غيرها من بحيرات الدواخل) يوجد حيوان برمائي عجيب يسميه السكان «بونييب». ويشير السجل الذي تركه باكلي أنه رأى المخلوق في عدة مناسبات. وذكر أنه لم يتمكن من رؤية شيء منه إلا ظهره الذي بدأ أنه مغطى بريش رمادي داكن. وكان حجمه مثل عجل، ولم يعرف السكان أصليون إن كان الظاهر رأسه أم ذيله. كما زعم باكلي أن المخلوق شائع في منطقة نهر باروون في فكتوريا ويذكر أنه سمع عن امرأة أبوريجينية قتلها المخلوق. كما ذكر أن هناك اعتقادا بأن كائنات البونييب لديها قوى سحرية.

## في الثقافة والأدب الشعبي
استخدمت كلمة بونييب في العديد من السياقات المتعلقة بأستراليا، مثل صحيفة «ذا بونييب» وهي أسبوعية محلية صدرت في بلدة غولر في جنوب أستراليا. نشرت في البداية بشكل كتيب من قبل جمعية الخدع في غولر عام 1863، حيث أن البونييب «هو مثال حقيقي عن الدجل الأسترالي». كما ظهر الاسم في أماكن عديدة في أستراليا مثل بيت جنتل بونييب في كليفتون هيل في فكتوريا، والذي بني في ستينات القرن التاسع عشر وأعيد ترميمه مؤخرا بعد أن تقرر هدمه.
ظهر البونييب في في العديد من أدبيات القرن التاسع عشر وبداية القرن العشرين. ومن أهمها القصة التي ذكرت في كتاب قصص الأطفال البني بقلم أندرو لانغ.
شخصية ألكساندر بونييب، التي صنعها الرسام وكاتب الأطفال مايكل سالمون، ظهرت أول مرة في قصة «الوحش الذي أكل كانبيرا»  عام 1972، وظهرت في العديد من الكتب وكذلك في مسلسل تلفزيوني. وتم نصب تمثال للشخصية أمام مكتبة غونغالين عام 2011. وتم صنع عمل فني عن الشخصية من قبل آن روس لصالح منتزه مدينة غونغاهلين.